# Manifesto Cluetrain
O Manifesto Cluetrain (em português, "O Trem das Evidências") é um livro escrito em 1999 por Rick Levine que contém um conjunto de 95 teses, organizado e apresentado como um manifesto, ou call for action para todas as empresas que operam dentro do que é sugerido para ser um mercado recém-conectado. As ideias apresentadas no manifesto tem como objetivo examinar o impacto da revolução da informação na comunicação organizacional. Além disso, como os consumidores e as organizações são capazes de utilizar a Internet e Intranets para estabelecer um nível anteriormente indisponível de comunicação, o manifesto sugere que as mudanças serão exigidas das organizações como resposta ao ambiente do novo mercado. 

## Breve Histórico
A obra foi escrito em 1999 por Rick Levine, um engenheiro da Sun Microsystems, Christopher Locke, consultor, Doc Searls, um publicitário conhecido do ´Vale do Silício e David Weinberger, um entusiasta comentarista de alta tecnologia. Ele afirma que a nova realidade, ao contrário da usada em marketing de massa, permite que as pessoas tenham uma comunicação individual, mais humana, e têm o potencial de transformar radicalmente as práticas de negócios tradicionais. Tais práticas visam a superação do ultrapassado pensamento do século 20 sobre os negócios, alardeado como o obituário dos negócios como feitos à época e suas 95 (noventa e cinco) teses são uma referência às teses de Martinho Lutero que anunciaram o início da Reforma Protestante.
O título do manifesto, Cluetrain, decorre da seguinte citação: 

## Idéias principais
O parágrafo único do preâmbulo resume a posição essencial tomadas pelos escritores, assim como sua chamada para ação:

### Teses 1-6: Mercados são essencialmente conversas
Historicamente, para os autores, o mercado sempre foi um local onde pessoas se reuniram e conversaram entre si (tese 1): eles iriam discutir produtos disponíveis, a reputação de preço, e ao fazê-lo conectar com os outros. Os autores então afirmam que a Internet está proporcionando um meio para que qualquer pessoa conectada possa voltar a atingir tal nível de comunicação pessoal (teses 2-5). Na era da mídia de massa, antes da internet, não estavam disponíveis tais meios (tese 6).

### Tese 7: Hyperlinks subvertem Hierarquia
A capacidade da internet possuir diversos acessos para informações adicionais - informações que existem para além da hierarquia formal da estrutura ou do material publicado a partir de uma tal organização - atua como um meio de subverter, ou ignorar, as hierarquias formais de comunicação planejadas. 

### Teses 8-13: Há ligação entre Mercados e Empresas
A mesma tecnologia conectando pessoas em mercados fora das organizações está conectando também os funcionários dentro das organizações (tese 8). Os autores sugerem que essas redes criam um mercado e um consumidor mais informado (tese 9) através das conversas sendo realizadas. A informação disponível no mercado online é superior a que é disponibilizada pelas próprias empresas, e assumir que estes mercados são os mesmos do que quando faziam mídia de massa é auto-engano. (teses 10-12). 
Os autores, através das teses restantes, examinam o impacto que essas mudanças terão nas organizações, e como elas terão de responder às mudanças para permanecerem viáveis. 

### Teses 14-25: Organizações Obrigatoriamente no Mercado
Com o surgimento do mercado virtual, os autores indicam que o ônus de engajar-se nas conversações será das organizações (tese 25) e que elas devem fazê-lo de forma a se conectar com a ativamente com "voz" do novo mercado (teses 14-15), sob o risco de se tornarem irrelevantes (tese 16). 

### Teses 26-40: Marketing & resposta organizacional ao Mercado devem mudar
Os autores então listam uma série de teses que tratam da adaptação que as organizações terão que se promover internamente para a entrada com sucesso no novo mercado (tese 26), e é afirmado que aqueles dentro do novo mercado já não responderão aos estímulos anteriormente emitidos nos meios de comunicação de massa, pela sua falta de autenticidade e impessoalidade (teses 27-40). 

### Teses 41-52: Intranets eficientes causam impacto sobre o controle e estrutura organizacionais
Explorando mais plenamente o impacto da Intranet dentro das organizações, as teses 41 a 52 elaboram ideias sobre a subversão da hierarquia inicialmente listada na tese 7. Quando implementados corretamente (teses 44-46), o manifesto sugere que tais Intranets reestabelecem uma comunicação verdadeira entre os funcionários, em paralelo com o impacto da Internet no mercado (tese 48) e que isto levará a uma estrutura organizacional superconectada que irá tomar o lugar do organograma formalmente documentado (tese 50). 

### Teses 53-71: Conectar o Mercado às Intranets Corporativas
O ideal, segundo o manifesto, é que o mercado em rede seja conectado à rede intranet a fim de que uma comunicação mais íntegra possa existir entre as pessoas dentro do mercado e aqueles dentro da própria empresa (tese 53). Alcançar esse nível de comunicação é dificultado pela imposição de estruturas de comando e controle dominantes na estrutura organizacional (teses 54-58), mas, em última análise, as organizações terão de permitir a existência deste nível de comunicação já que o mercado não mais responderá à voz corporativa para o mercado de massa (teses 59-71).

### Teses 72-95: Sobre as Expectativas no Novo Mercado
```
As teses 72 a 95 visam identificar as 
expectativas
 (
teses
 76, 77, 78, 95) e alterações (tese 72) que existem dentro do novo mercado e como essas expectativas e mudanças exigirão uma mudança correspondente das organizações (teses 79, 84, 91, 92, 94).
```

## A tecnologia para facilitar a comunicação
Os autores propõem que a Internet forneceu novos meios para que ambos os mercados e as organizações se comuniquem. Tecnologias listadas à época da publicação do manifesto e utilizadas como exemplos do estilo de comunicação disponíveis foram:
- E-mail
- Grupos de notícias
- Listas de discussão
- Bate-papo
- Páginas web

Tecnologias mais recentes (blogs e wikis) poderiam ser adicionadas à lista, visto que é dentro das novas formas de comunicação proporcionadas pela Internet que as conversas entre o novo mercado e os funcionários em rede se consolidam, ou seja, onde a metáfora cognitiva é não-linear e co-criativa.

## O impacto da Internet e as expectativas do Manifesto
Não há dúvida de que a Internet mudou a forma como as pessoas se comunicam em todo o mundo, inclusive em muitas formas previstas pelo Manifesto Cluetrain. 
Fundamental para o Manifesto Cluetrain foi a premissa de que a Internet proporcionou um fórum novo e único para a comunicação de que acabaria por mudar a natureza da comunicação empresarial e do marketing. Essencialmente, a mudança central para o texto é que haveria um rompimento das barreiras corporativas para a formação de uma conversação entre aqueles dentro e de fora de uma corporação – a essência do marketing online é sobre a manutenção de conversas com as pessoas, ao invés da larga transmissão monóloga sobre produtos e serviços. 
Os autores do manifesto sugeriram que essa mudança ocorreria por intermédio de mudanças substanciais e penetrantes na interação entre empresa e consumidor. A comunicação mudaria de simples declarações de missão e mídias de marketing destinadas a segmentos de consumidores para diálogos ou conversas mais abertas entre empresas e consumidores. 
Desde a publicação, no entanto, esta mudança é de certa forma incipiente em muitas indústrias, embora o aparecimento de nichos em muitas delas e a maturação do conceito de prosumer demandem uma comunicação mais específica. A publicidade online tem crescido ao longo dos anos, mas continua a ser, em alguns casos, uma versão online no mesmo estilo do marketing de massa. Contudo, avanços no marketing em direção às chamadas economia da experiência e engajamento tem sido observados e constituem uma aproximação ao que os autores chamam de comunicação mais humana. Há uma inegável mudança subterrânea ocorrendo com a comunicação e marketing, e empresas que estão começando a pedir para participar de conversas ganham o direito de falar com os cidadãos e não apenas esperar por isso, no que Seth Godin chama de marketing de permissão, em contraponto ao marketing da interrupção. Contudo, a popularidade, engajamento e aceitação empresarial deste novo modelo de comunicação corporativa continuará limitado e expandindo-se lentamente, correlativamente à razão de quanto mais inovadora e coesa for a corporação, já que a inovação nasce das redes.
A real mudança proporcionada pelas novas TIC, embora qualquer manifesto expresse uma paixão passível de crítica, é a ideia axial do manifesto. Esta ideia se mostra válida, pela aproximação do conceito de produto total com o engajamento adicionado na oferta, a facilidade do contato entre partes envolvidas e a emergência de inúmeros loci de discussão sobre os mercados e sua publicidade.